# Sujetowskoje
Sujetowskoje (ros. Суетовское сельское поселение) – jednostka administracyjna (osiedle wiejskie) wchodząca w skład rejonu jarcewskiego w оbwodzie smoleńskim w Rosji.
Centrum administracyjnym osiedla wiejskiego jest dieriewnia Sujetowo.

## Geografia
Powierzchnia osiedla miejskiego wynosi 232 km², a jego główne rzeki to Wop i Wiedosa. Przez terytorium jednostki przechodzi droga magistralna M1 «Białoruś» oraz linia kolejowa Moskwa – Mińsk (przystanek Swiszczowo).

## Historia
Osiedle powstało na mocy uchwały obwodu smoleńskiego z 28 grudnia 2004 r., z późniejszymi zmianami – uchwała z dnia 25 maja 2017 roku, w wyniku której w skład jednostki weszły wszystkie miejscowości zlikwidowanego osiedla wiejskiego Pietrowskoje.

## Demografia
W 2020 roku osiedle wiejskie zamieszkiwało 2014 osób.

## Miejscowości
W skład jednostki administracyjnej wchodzi 28 miejscowości (wyłącznie dieriewnie).